# Zlatko Blaškić
Zlatko Blaškić (* 27. April 1982 in der SR Bosnien und Herzegowina) ist ein ehemaliger kroatischer Fußballspieler und heutiger -trainer.

## Karriere
Blaškić begann beim FV Sulzbach/Murr mit dem Fußballspiel, war später für die TSG Backnang 1919 aktiv, bevor er als B-Jugendlicher zum kroatischen Spitzenverein Dinamo Zagreb wechselte. In der Folge nahm Blaškić mit der kroatischen U16-Landesauswahl um den späteren Rekordnationalspieler Darijo Srna an der U-16-Europameisterschaft 1999 in Tschechien teil und kam beim Vorrundenaus gegen die beiden späteren Finalisten Spanien und Polen zu zwei Teileinsätzen; in den folgenden Jahren schlossen sich einige weitere Juniorenländerspiele in den Altersstufen U17 bis U20 an.
2003 kehrte er nach Deutschland zurück und spielte für die SG Sonnenhof Großaspach in der Verbandsliga Württemberg. Zur Verbandsligameisterschaft in der Saison 2004/05 und dem damit verbundenen Aufstieg in die Oberliga Baden-Württemberg, trug der Mittelfeldakteur mit 13 Saisontoren bei und war damit bester Torjäger seiner Mannschaft. In der Saisonpause wechselte er in den Profibereich zum Zweitligisten Kickers Offenbach. Für die Offenbacher Profimannschaft kam Blaškić am 21. Dezember 2005 im DFB-Pokal-Achtelfinale gegen Hansa Rostock zu seinem einzigen Pflichtspieleinsatz. In der 117. Minute eingewechselt, wurde er nur eine Minute später wegen eines groben Foulspiels mit der roten Karte des Feldes verwiesen. Bereits in der Winterpause kehrte er nach einem halben Jahr wieder zur SG Sonnenhof Großaspach zurück und kam in den folgenden zweieinhalb Spielzeiten zu 53 Einsätzen und sieben Toren in der Oberliga.
Ab 2008 spielte er beim Verbandsligisten FSV 08 Bissingen, 2010 zog er zu seinem Jugendklub, dem Landesligisten TSG Backnang 1919 weiter. Dort beendete er im Dezember 2013 seine aktive Fußballerkarriere, um sich neben seinen beruflichen Verpflichtungen und seiner Aufgabe als A-Jugend-Trainer der TSG auch auf seine seit 2013 ausgeübte Rolle als einer von drei Scouts (neben Valentin Herr und Wolfgang Sandhowe) des Zweitligisten SV Sandhausen zu konzentrieren. 2015 stieg er mit der A-Jugend in die Verbandsstaffel auf und übernahm im Anschluss die zweite Mannschaft der TSG Backnang, die er 2016 zum Aufstieg in die Bezirksliga und 2017 in das Bezirkspokalfinale führte, anschließend beendete er seine Tätigkeit bei der TSG Backnang. Nachdem er bereits 2016 den Posten des Chefscouts beim mittlerweile in die dritte Liga aufgestiegenen Ex-Klub Sonnenhof Großaspach übernommen hatte, wurde er unter Cheftrainer Sascha Hildmann im Juni 2017 Co-Trainer bei Großaspach.
Anfang Oktober 2018 übernahm Blaškić nach der Entlassung von Hildmann interimsweise den Trainerposten bei Großaspach und betreute die Mannschaft am 8. Oktober 2018 bei einem 0:0-Unentschieden bei den Würzburger Kickers. Am 17. Oktober 2018 übernahm Florian Schnorrenberg als Cheftrainer. Seit der Rückrunde der Saison 2018/19 war Blaškić überwiegend für die Gegneranalyse verantwortlich. Mitte November 2019 wurde der Vertrag von Blaškić bei Großaspach mit sofortiger Wirkung aufgelöst, weil nach Vereinsdarstellung „das Vertrauensverhältnis zwischen ihm, dem Cheftrainer [Anm.: Oliver Zapel] und der sportlichen Führung nicht mehr in dem Maße gegeben war, wie [...] das für eine konstruktive und erfolgreiche Zusammenarbeit“ notwendig ist.
Am 13. Dezember 2019 gab der württembergische Verbandsligist 1. FC Normannia Gmünd die Verpflichtung Blaškićs als neuen Cheftrainer bekannt. In der Saison 2022/23 wurde er mit der Normannia Vizemeister der Verbandsliga und schaffte über die Relegationsspiele den Aufstieg in die Oberliga Baden-Württemberg.